# Louis Charles Édouard de Lapasse
Louis Charles Édouard de Lapasse (Toulouse, 1792. január 21. – Lussan (Gers), 1867. október 10.) francia nemes, orvos, közíró, rózsakeresztes.

## Élete
De Lapasse régi spanyol eredetű nemesi család sarja, akinek ősei a XIII. századtól kezdődően dél-nyugat Franciaországban telepedtek le és Foix grófjainak szolgálatában álltak.
A kis Louis Charles Édouard 1792. január 21-én született. Anyja a szintén régi nemesi Cardaillac családból származott, akik jó kapcsolatot ápoltak a diplomata René Eustache d'Osmond (1751–1838) márkival.
Édouard egy bordeaux-i líceumban tanult, majd jogot végzett Toulouse-ban és eközben alakult ki irodalom iránti szeretete is. Ennek ellenére katonai pályára lépett és 1814-ben csatlakozott a király könnyűlovas századához.
D'Osmond márkinak köszönhetően nagyköveti titkár lett és ilyen minőségében beutazta egész Európát: 1815 London, 1818 Hannover, 1824 Bern, továbbá 1828 és 1831 között Nápoly.

## Rózsakeresztesség
Németországban bizonyosan találkozott ottani – Karl von Eckartshausennel kapcsolatban álló – rózsakeresztesekkel, akik a szicíliai Palermóba irányították egy bizonyos "Balbiani herceghez", aki beavatta őt a rózsakeresztesek hermetikus tanításaiba. Az akkor már nagyon idős Balbiani személyesen ismerte a palermói születésű, titokzatos Cagliostro grófot, ezen kívül hozzáfért a salernoi La Trinità della Cava, illetve a Cassino melletti Monte Cassino könyvtárához. Franciaországba visszatérve elmélyedt a francia rózsakeresztesség archivumaiban, továbbá Paracelsus, Van Helmont, Robert Fludd és mások orvosi-alkímiai tárgyú írásaiban.

## Orvos, közírói tevékenységei
Párizsban a Sorbonne Egyetemen orvoslást tanult, de mindig nagyra tartotta a salernoi iskolát, illetve a montpellier-i iskolát. Ezután legitimista közíróként tevékenykedett és gyakran látogatta de Boigne grófnő szalonját, valamint kapcsolatban állt Jean-Pierre Abel-Rémusattal. 1842-ben orvosi praxisba kezdett Toulouse-ban, ahol különösen az epilepszia, a tüdőbaj és a reuma gyógyításával foglalkozott. Könyveket adott ki a hosszú élet módozatairól, a higiéniáról és a szegények gyógykezeléséről.

## Időskora, pozíciói
1865-ben rövid ideig tagja volt a toulouse-i városi tanácsnak.
1867-ben elfoglalhatta az Académie des Jeux floraux irodalmi akadémia 40-fős testületének 11. székét, valamint elnöke volt a Société d'archéologie de Toulouse régészeti társaságnak. Számos költeménye, novellája, politikai-, illetve filozófiai tanulmánya ismeretes.
1867-ben a lussaci kastélyban hunyt el.

## Művei

### Saját szerzemények
- Vicomte de Lapasse. Considérations sur la durée de la Vie Humaine – et les moyens de la prolonger (francia nyelven). Toulouse: Dieolafov (1845. január)
- Vicomte de Lapasse. Essai sur la conservation de la vie (francia nyelven). Párizs: Victor Masson (1860)

### Róla szóló írások
- Comte Fernand de Rességuier. Éloge de M. Le Vicomte de Lapasse (francia nyelven). Toulouse: Académie des Jeux floraux (1869)

## Magánélet
Feleségétől, M. de la Bourdonnaye-től – röviddel a házasságkötés után – egy Blance nevű lánya született, aki azonban belehalt a szülésbe.